# Pays de Born
Pour les articles homonymes, voir Born.
Le pays de Born (Lo País de Bòrn, en gascon) est un petit pays côtier du Nord du département français des Landes qui compte 14 communes.

## Présentation

### Étymologie
Probablement dérivé du gascon bòrna : limite (dérivé du latin vulgaire bodina, botina : arbre frontière).

### Géographie
Le pays de Born est bordé au nord par le pays de Buch, à l'est par la Haute-Lande, au sud par le Marensin, à l'ouest par l'océan Atlantique. Il a la forme d'un trapèze dont les bases sont délimitées par :
- côté ouest : Biscarrosse-Plage au nord et le courant de Contis, sur la commune de Saint-Julien-en-Born au sud, distants d'environ 40 km ;
- côté est : Sanguinet au nord et Lévignacq au sud, distants d'environ 55 km ;
- océan et Haute Lande sont distants d'environ 20 km.

Sa population, de 39 617 habitants (2008) hors saison, passe à plus de 100 000 habitants pendant la saison estivale. Ses villes principales sont Mimizan, Parentis-en-Born et Biscarrosse.

### Communes
- Aureilhan
- Bias
- Biscarrosse (bourg et plage)
- Gastes
- Lévignacq
- Lüe
- Mézos
- Mimizan
- Parentis-en-Born
- Pontenx-les-Forges

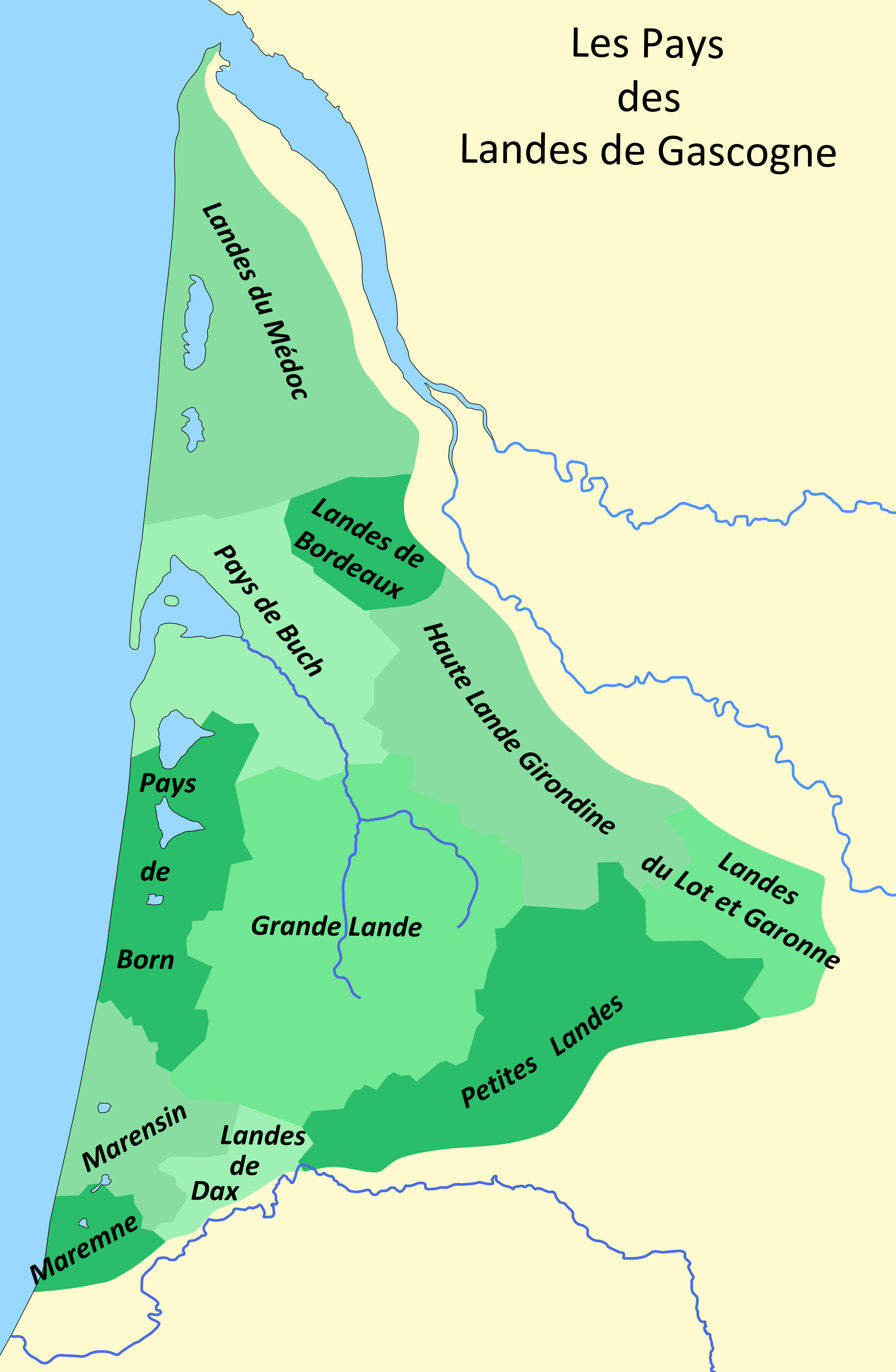
Les Pays des Landes de Gascogne.

- Saint-Julien-en-Born (bourg et Contis)
- Saint-Paul-en-Born
- Sainte-Eulalie-en-Born
- Sanguinet
- Uza
- Ychoux

### Paysages
Il associe trois types de paysages :
- sur la côte, ce sont les grèves de sable fin, ourlées de rouleaux séduisants pour les surfeurs. En 1905, les promoteurs du tourisme de la Belle Époque font étape à Mimizan, où Maurice Martin annonce la création de la Côte d’Argent.
- c’est aussi un pays de vastes étangs, comme celui de Cazaux-Sanguinet, de Parentis-Biscarrosse, d'Aureilhan, de Malloueyre. Leur fermeture à l'Océan s’est faite à l’époque historique, comme l’atteste le site archéologique de Losa à Sanguinet. Les courants landais sont de petits fleuves côtiers, leur servant d'exutoires vers la Mar Grana (l'océan Atlantique).
- la forêt, partagée entre la forêt dite de protection, située immédiatement à l’arrière des dunes et la forêt dite de production, majoritairement privée, située en zone intérieure, essentiellement plantée au XIXe siècle dans le cadre de la loi du 19 juin 1857 relative à l'assainissement et de mise en culture des Landes de Gascogne.

Lettes et crastes marquent la topographie de la région. Les anciens parlent toujours de « la montanha », ces vieilles dunes boisées où se situe aujourd’hui la forêt usagère.

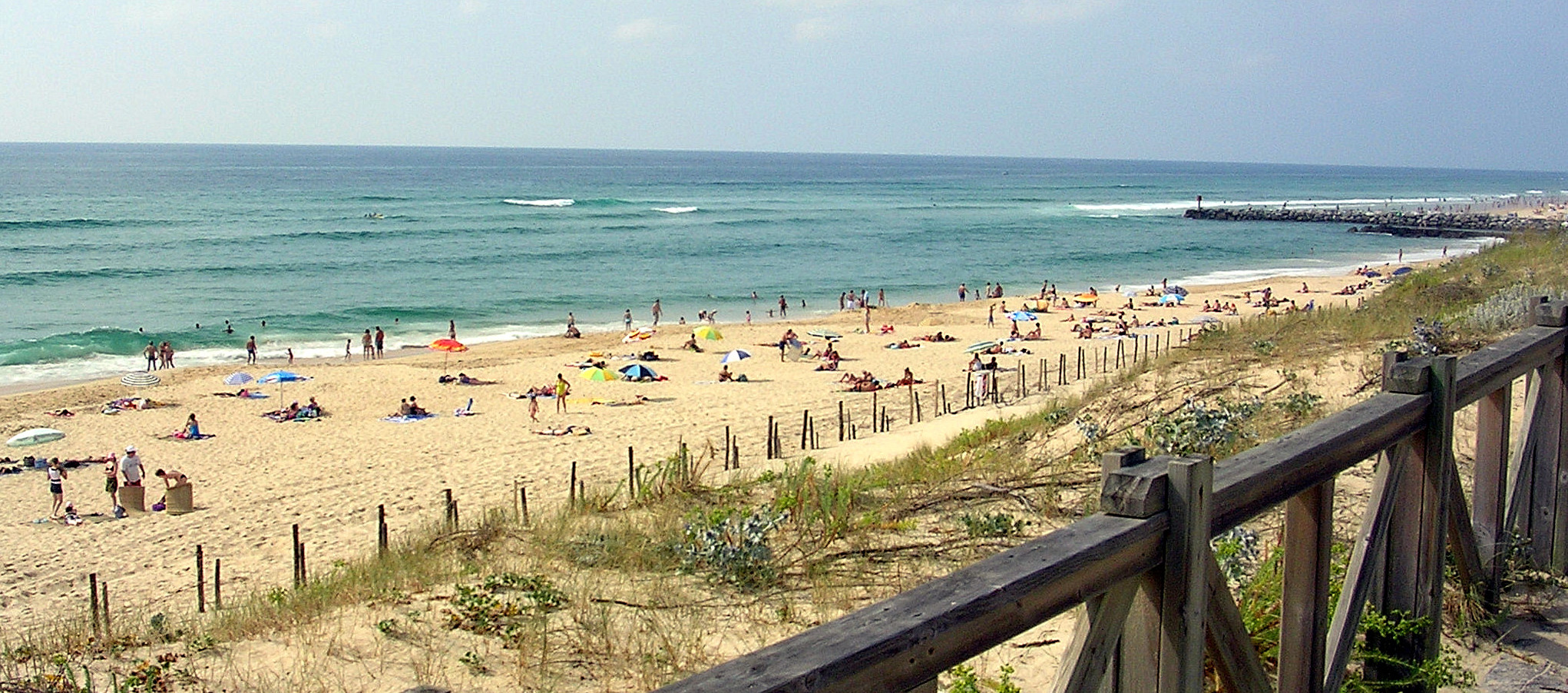
Plages et tourisme balnéaire
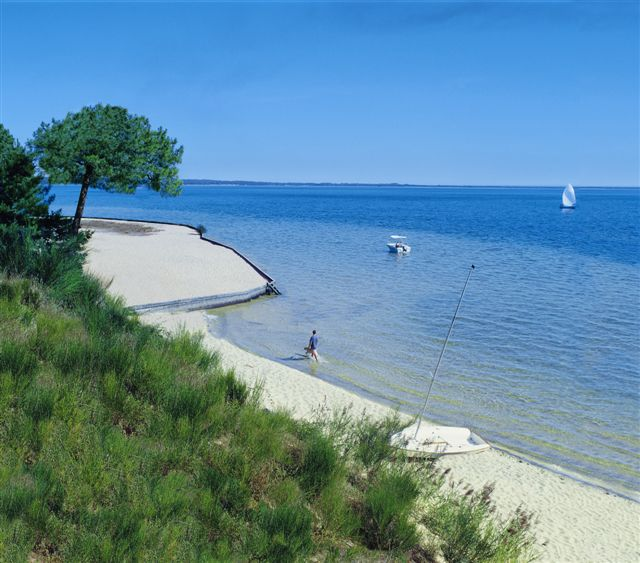
Lac de Biscarrosse

## Histoire

### Origines ethniques
On ne dispose que d’un petit nombre de sources écrites sur le nom des populations qui peuplaient le pays de Born et le pays de Buch. Leur examen permet de se rendre compte de la difficulté que soulève la recherche de leur nom : Boïates ou Boiens.
C’est seulement à partir du second âge du fer qu’il est possible de nommer et parfois de localiser les tribus disséminées sur le territoire des Landes. Les Boïates du Bassin d’Arcachon occupaient également des terres du pays de Born, peut-être jusque vers Aureilhan. D’autres sources indiquent la présence de Cocosates, peuple aquitain, à l'époque de la Pax Romana.
Ces sources, toutes d’époque romaine, sont de différentes sortes : textes littéraires, inscriptions gravées, documents administratifs et itinéraires routiers (Itinéraire d'Antonin de la fin du IIIe siècle). Historiens et géographes s’accordent à constater l’existence d’un peuple original, distinct du peuple celte par la race et la langue (voisine du basque contemporain).

### Économie gallo-romaine
Le Born a connu le passage des Romains. Situé sur la voie romaine littorale romaine reliant Bordeaux (Burdigala) à Dax (Aquae Tarbellicae) comme l'atteste la mention de Segosa sur l'Itinéraire d'Antonin, le pagus de Born bénéficie d’un flux commercial Nord-Sud négociant ses propres ressources, notamment les produits résinés.
Les aquitains, voisins de l’océan, vivent surtout de la pêche et de la chasse et cultivent principalement le millet et le seigle en raison de la légèreté et de la pauvreté des sols. Ils pratiquent l’élevage du porc, du bœuf et du mouton, et extraient le sel de l’océan. Cette précieuse denrée est sans doute un objet d’échange pour la population et on peut supposer l’existence d’un véritable négoce dans la région.
La culture de la vigne joue également un rôle important dans l’économie de l’époque gallo-romaine. Elle s’installe partout et introduit le vin consommé localement. Les autres ressources proviennent essentiellement de l’artisanat, fabrication d’objets usuels, outils, clous, fibules et produits résineux tirés du pin.
En fait, la résine est extraite d’une époque bien antérieure encore, et consommée soit directement pour étancher les récipients, soit pour l’éclairage, soit en œnologie par son mélange avec le vin afin d’obtenir le très prisé vin « résiné ». Elle peut aussi être transformée en poix et ceci d’une façon quasi-industrielle, faisant même l’objet de commerce, au vu des quantités qui sont produites. La poix épaisse (goudron) a de multiples applications : elle sert dans la marine à calfater les vaisseaux, y compris les voiles et les cordages. On l’utilise aussi dans la pharmacopée sous forme de cataplasme, d’emplâtre, d’onguent.

### Moyen Âge et Ancien Régime
Des sauvetés, comme celle de Mimizan, sont placées à partir du XIe siècle sous l'autorité de l'abbaye de Saint-Sever. Elles attirent et fixent les populations sur ces terres difficiles en contrepartie de certains avantages. Elles gèrent les flux des pèlerins de Saint-Jacques de Compostelle empruntant la voie de Soulac.
Les vestiges de sept mottes castrales, dont celle du Tuc de Houns, ont été retrouvées dans le pays de Born.
Le pays de Born entre dans le patrimoine de la Maison d'Albret par l'intermédiaire de Mathe d'Albret. Au début de la guerre de Cent Ans, à la fin de 1337 ou au début de 1338, Mathe d'Albret conclut un accord avec le roi d'Angleterre Édouard III, duc d'Aquitaine,. Elle lui cède la garde de ses seigneuries de Gensac, Miremont (lieu probablement situé dans la seigneurie de Gensac), Castelmoron et Montcuq (commune de Pomport) pour la durée de la guerre, en s'en réservant l'usufruit. Elle lui donne les seigneuries de Bergerac (qu'en fait elle ne possède pas) et de Montignac. Elle reçoit en échange les seigneuries de Montendre, Condat (manoir dans la commune actuelle de Libourne), Labouheyre, le pays de Brassenx, la prévôté de Born et de Mimizan, en possession perpétuelle. Cet accord est particulièrement profitable à Bernard Ezi d'Albret, qui, à la mort de sa sœur Mathe est son héritier et récupère ainsi des terres proches de sa seigneurie de Labrit, comme la prévôté de Born,.
Vers 1500, la prévôté de Born, placée sous la dépendance de la maison d'Albret, comprend les douze paroisses d'Aureilhan, Biscarrosse, Gastes, Lévignac, Mézos, Mimizan, Parentis-en-Born, Pontenx-les-Forges, Sainte-Eulalie, Saint-Julien, Saint-Paul, Sanguinet. Bias et Uza s'y rattachent ultérieurement. Sur le plan judiciaire, la prévôté de Born est divisée en trois territoires, dont les sièges sont à Mimizan, Saint-Paul et Saint-Julien. Sur le plan religieux, la direction épiscopale du Born se trouve à Bordeaux jusqu'en 1789. Un édit de 1749 supprime toutes le prévôtés, mais l'appellation perdure néanmoins jusqu'à la révolution française.
Le découpage administratif du Born est modifié en 1790. Le département est divisé en 4 districts, ceux de Mont-de-Marsan, Dax, Saint-Sever et Tartas. Le pays de Born est rattaché au district de Tartas et le chef-lieu désigné est Parentis-en-Born. Le canton de Parentis compte 11 communes (Aureillan, Bias, Biscarrosse, Bouricos (rattaché à Pontenx les forges), Gastes, Mimizan, Pontenx, Saint-Paul, Sainte-Eulalie, Sanguinet et Parentis-en-Born).

### Sites archéologiques
- Le fanum de Losa (12x10 m) est un site archéologique sublacustre situé sous les eaux de l’étang de Sanguinet. Les murs épais de 45 cm sont constitués de blocs de garluche. Divers éléments archéologiques indiquent une période d’utilisation assez longue, entre le IIe et le IIIe siècle apr. J.-C. L’abandon du fanum pourrait être lié à l’apparition du christianisme au IVe siècle.

- Malgré des conditions d’observation difficiles en raison de la vase et d’algues, un habitat du deuxième âge du fer a été découvert dans le lac de Biscarrosse par 15 mètres de profondeur : le site de la Pendelle. Situé sur un axe de communication Nord-Sud, cet habitat se caractérise par une enceinte en pierre de forme ovoïde d’une superficie d’environ 11 000 m2.

- Les tumulus funéraires de Mimizan : plusieurs nécropoles protohistoriques ont été localisées autour de Mimizan. Elles sont généralement constituées d’un ensemble de tumuli espacés de quelques dizaines de mètres. La fouille de l’un entre eux (Louroun) a révélé deux tombes d’inhumation. Lors du rite funéraire, le corps est brûlé sur un bûcher, les os calcinés sont soigneusement recueillis et placés après lavage dans une urne funéraire en terre cuite. Des offrandes (parures, objets, denrées) sont également brûlées avec le corps. L’urne est ensuite placée dans un tumulus en terre[4].

- Segosa, mutatio sur la voie romaine littorale reliant dans l'Antiquité Bordeaux à Dax[4].

### Pèlerinage et religion
L’itinéraire entre Arcachon et Bayonne est fort ancien. Déjà connu des Celtes avant l’ère chrétienne et emprunté au Moyen Âge par les pèlerins de Saint-Jacques-de-Compostelle, c’était la voie romaine appelée plus tard Camin Arriaou. Il dessert une succession de « pays » de vieille tradition landaise : Pays de Born, Marensin, Maremne, Seignanx.
De nos jours, la paroisse Saint-Joseph-du-Born est la plus étendue de la côte landaise. Elle compte les églises Saint-Michel de Bias, Saint-Julien de Saint-Julien-en-Born, Saint-Louis d'Uza, Saint-Jean-Baptiste de Mézos
Sainte-Eulalie de Sainte-Eulalie-en-Born, Sainte-Ruffine d'Aureilhan, Notre-Dame-de-l'Assomption de Mimizan-Bourg, Notre-Dame des Dunes de Mimizan-Plage, de Saint-Paul-en-Born, Sainte-Madeleine de Contis, Saint-Jean-Baptiste de Bouricos, Saint-Martin de Pontenx-les-Forges.

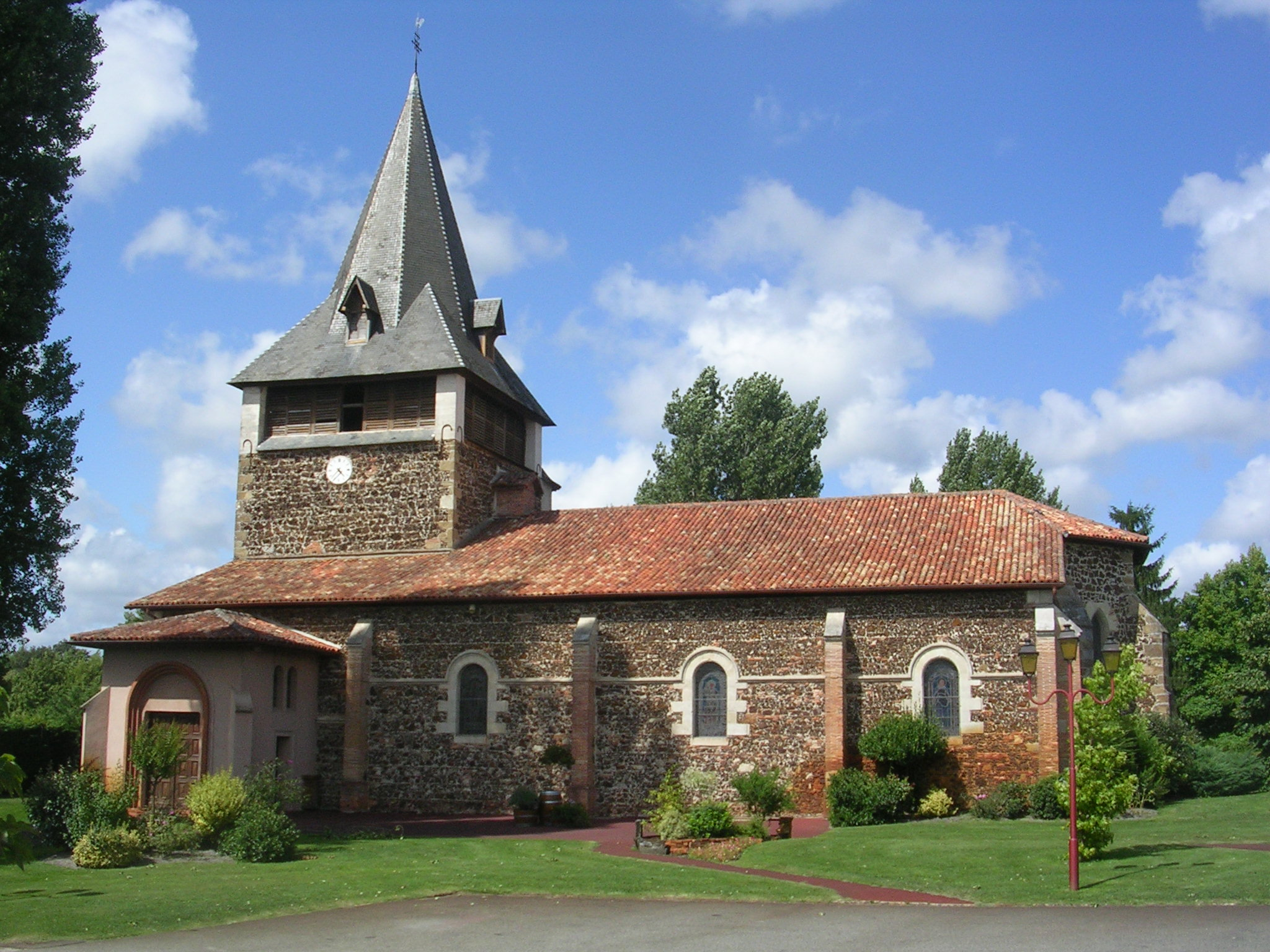
Église en garluche de Pontenx-les-Forges
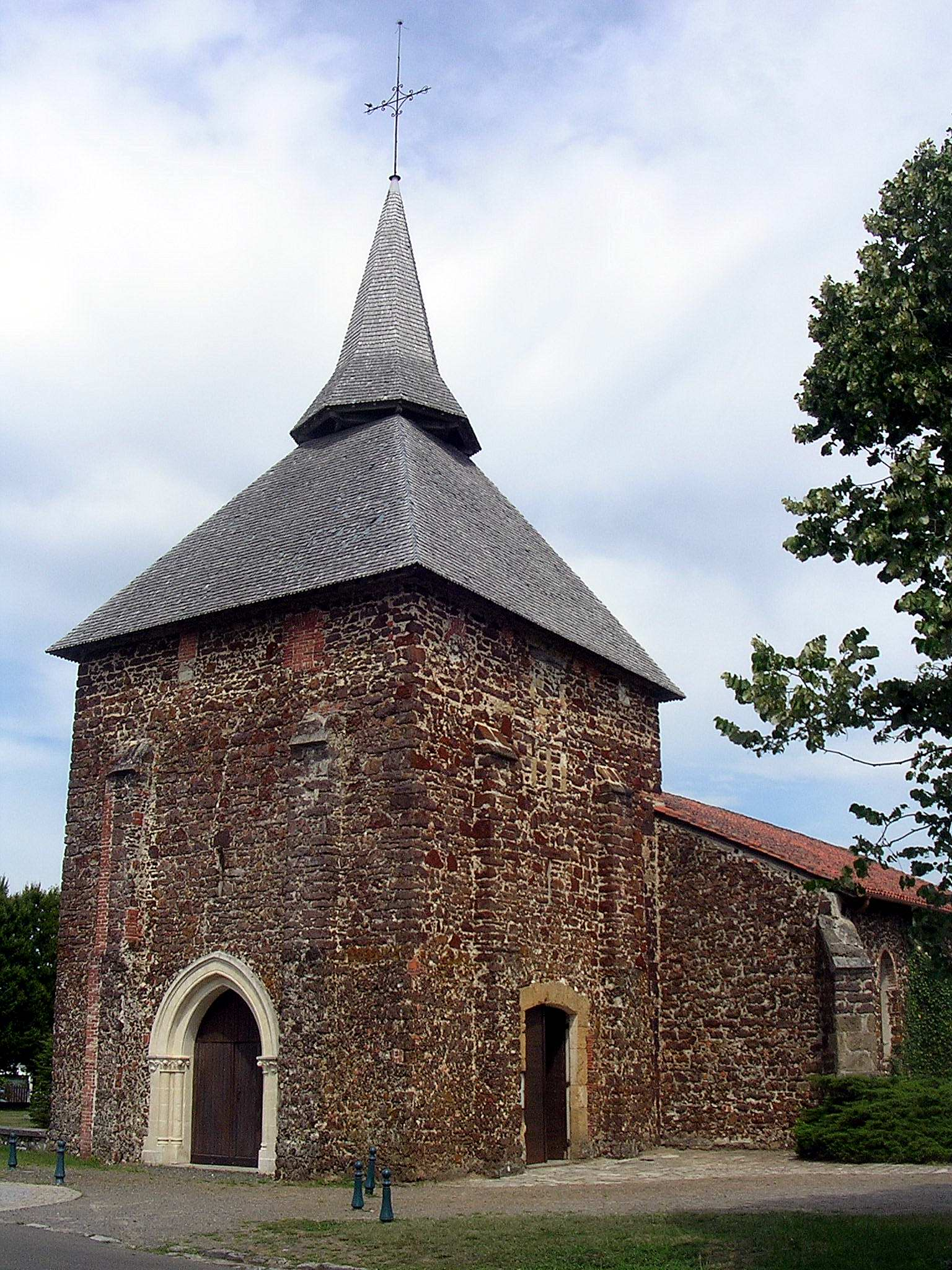
Église de Mézos
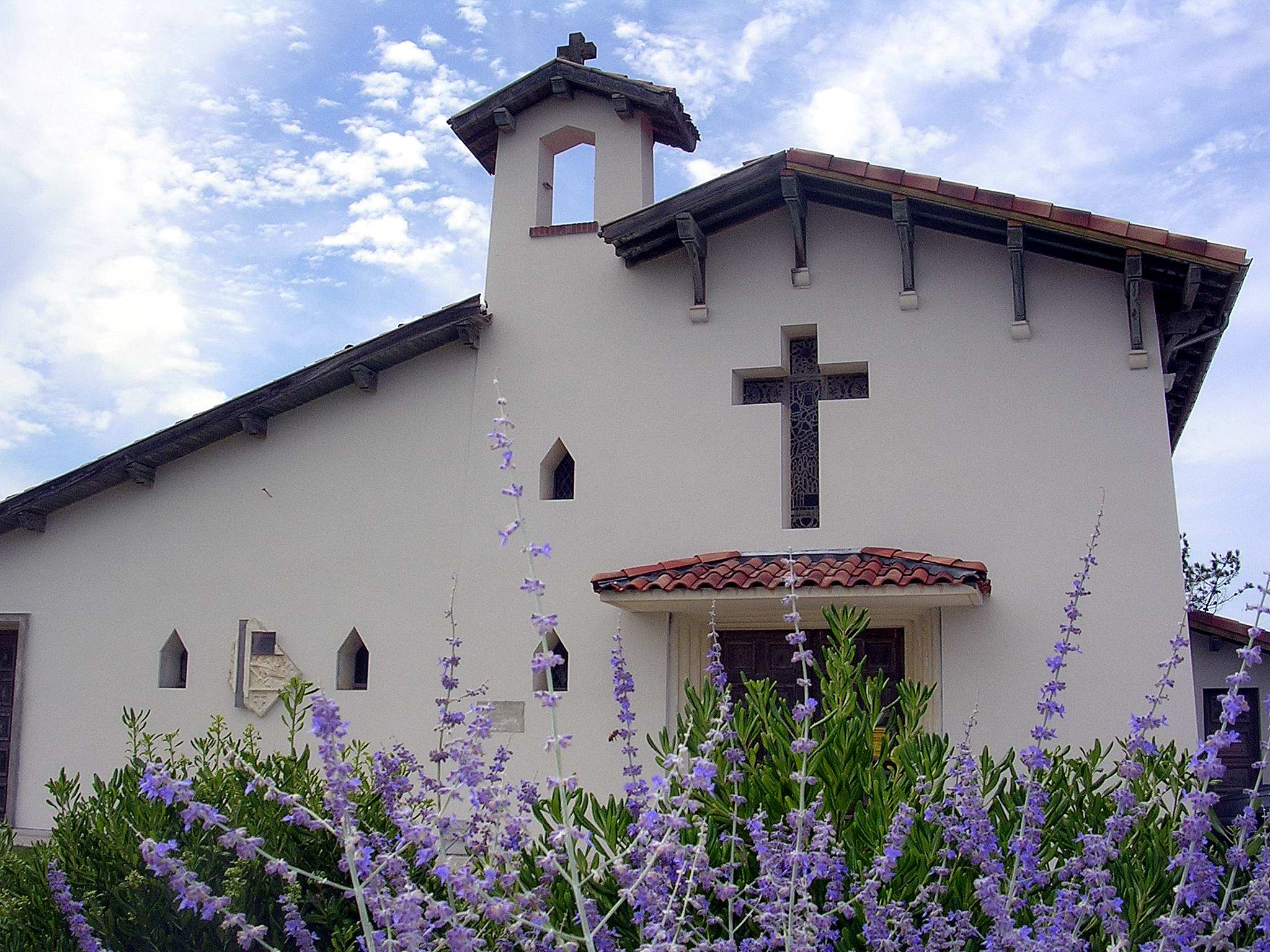
Chapelle de Contis

Le Born possède de nombreuses fontaines dites « miraculeuses » : Saint Jean-Baptiste de Bouricos, Sainte Rose ou Arrose de Mézos, Saint Michel de Bias, Saint Barthélémy de Parentis, Saint Eutrope, Saint Clair de Saint-Paul en Born, Saint Roch, Saint Mommolin, Saint Galactoire, Sainte Ruffine d’Aureilhan, Sainte Madeleine de Contis, etc.

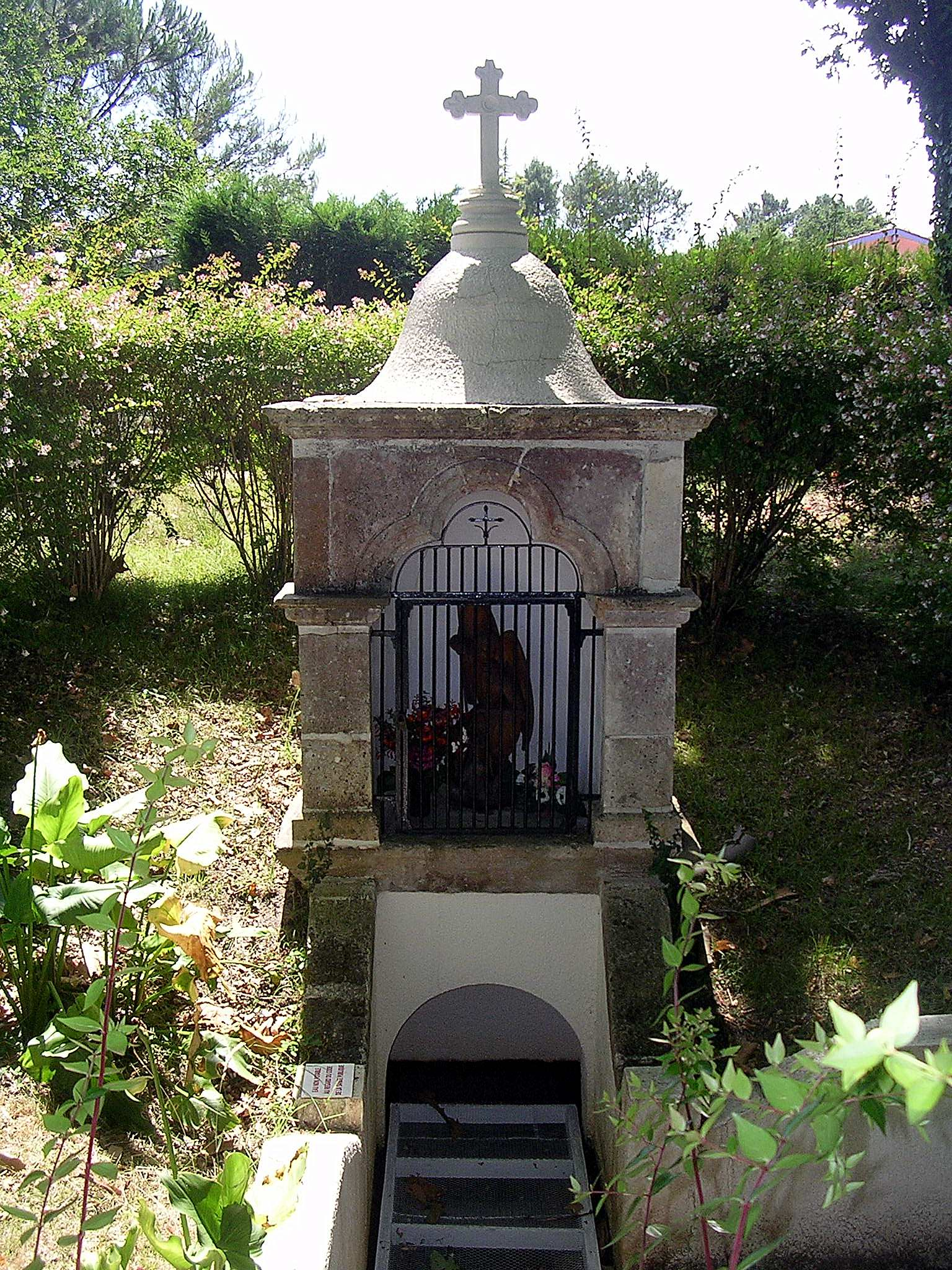
Fontaine Saint-Michel de Bias
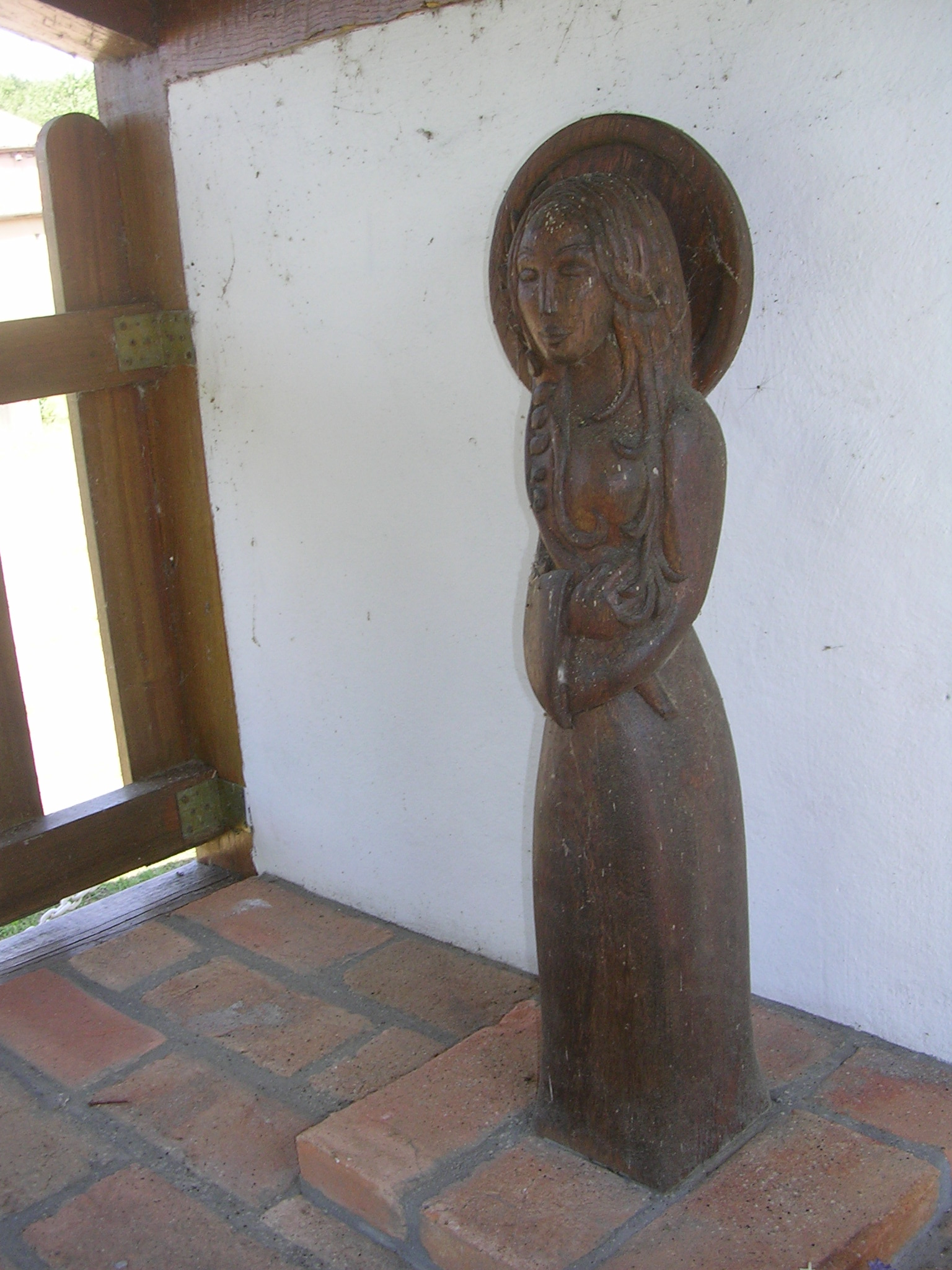
Source Sainte-Ruffine d'Aureilhan
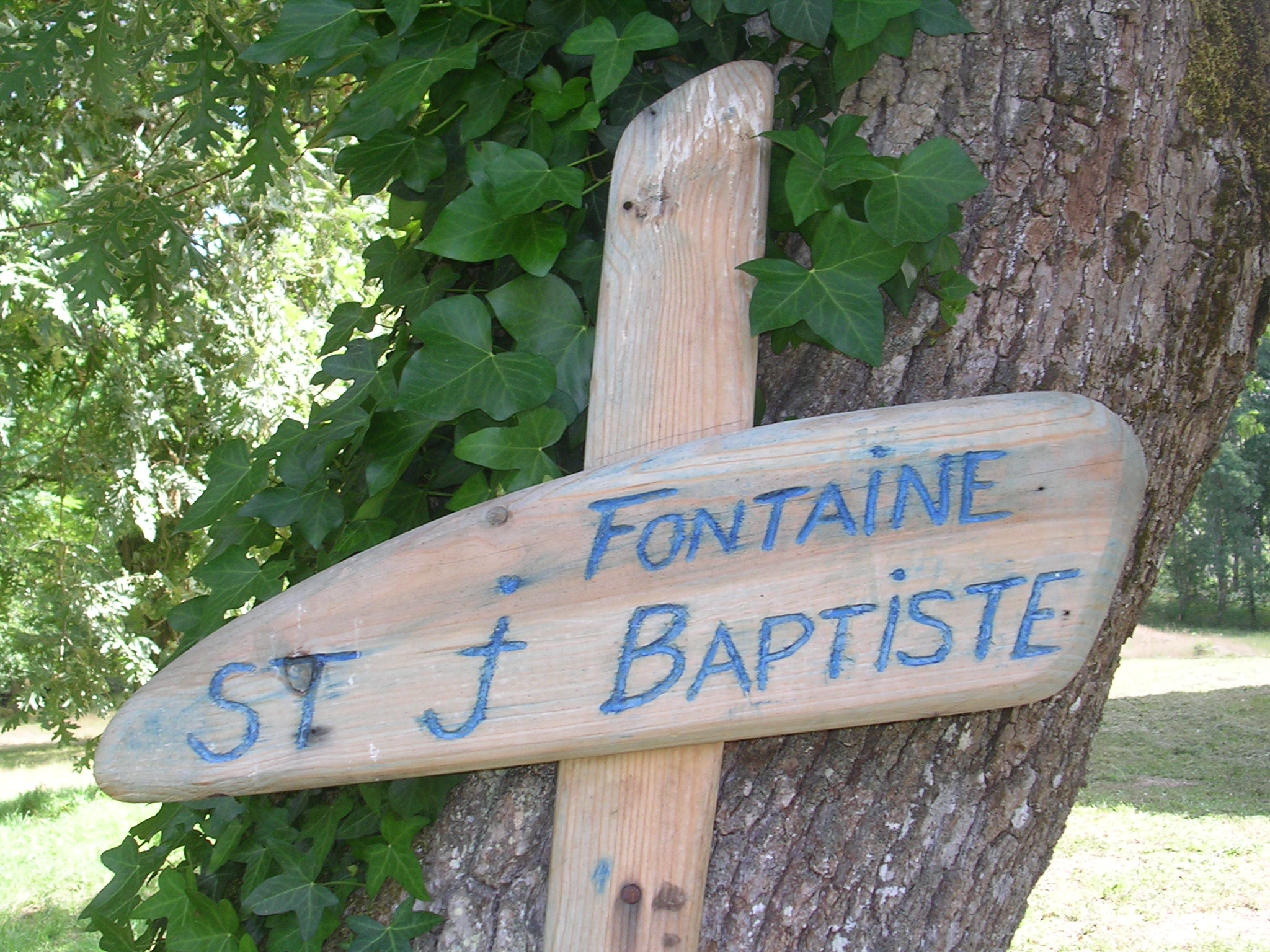
Fontaine Saint-Jean-Baptiste de Bouricos

## Économie
Des gisements de fer tiré de l’alios ont été exploités jusqu’au XIXe siècle à la forge de Pontenx et à la forge d'Uza. La concurrence avec la forge de Brocas, celle de Pissos ou d'Ychoux faisait alors rage. Alors que le gisement déclinait, Pontenx-les-Forges recevait encore en 1901 4 636 t de minerai du Périgord.
Entre la fin du 19e siècle et le début du 20e siècle, la construction de la voie ferrée désenclave le pays de Born. Travailleurs et marchandises circulent plus librement, favorisant la production de produits résineux et l'activité de scieries et de la papeterie de Mimizan.
Quant aux espoirs fondés sur les hydravions de la société Latécoère, basée aux Hourtiquets (au bord du côté ouest du lac de Biscarrosse) de 1930 à 1955, partant vers l’Afrique et l’Amérique, ils appartiennent désormais à l’histoire glorieuse des débuts de l’aéronavale, exposée au Musée historique de l'hydraviation.
À partir de 1954, du pétrole est découvert à Parentis-en-Born. Ce sera le plus important gisement français jamais découvert. La société VERMILION REP a repris les actifs d'ESSO en 1997, pour continuer l'exploitation de ce gisement. Aujourd'hui, les puits toujours en activité produisent 21 700 tonnes de brut par an soit 11 % de la production nationale. C'est à ce jour[Quand ?], le plus important gisement du territoire français.
Le gemmage a longtemps été l'une des principales économies de cette région. Les pins étaient gemmés et la résine récoltée était distillée afin d'obtenir l'essence de térébenthine et la colophane. Les produits de synthèse et la concurrence internationale ont eu raison de cette activité. Petit à petit, les ateliers de résineux ont fermé leurs portes jusqu'à l'arrêt définitif de la dernière usine, Passicos de Parentis, à la fin des années 1980.
Restent aujourd’hui la production sylvicole s’appuyant sur l’exploitation de la forêt des Landes. Les débouchés industriels pour le bois sont :
- le papier avec la papeterie du groupe Gascogne à Mimizan,
- le charbon actif avec l'usine CECA du groupe ARKEMA à Parentis-enBOrn
- les parquets et bois de charpente avec les nombreux ateliers et scieries du Born
Aujourd'hui, le paysage naturel et grandiose qu'offre cette région (océan, lacs et forêts) a naturellement profité du tourisme balnéaire. On peut notamment citer deux stations balnéaires plus connues des touristes, qui ont vu leur démographie augmenter depuis les années 1960 grâce à cette activité : Biscarrosse-Plage et Mimizan-Plage.
Le secteur agricole est dynamique par la présence de nombreuses productions, carottes (Ychoux), asperges, maïs, tomates et myrtilles (Parentis) et élevages.

## Patrimoine
- Clocher porche de Mimizan, classé monument historique et inscrit au Patrimoine Mondial de l'UNESCO
- Église Saint Pierre de Parentis, Christ et Vierge à l'enfant.
- Arènes Roland Portalier construites en 1927
- Voie de Soulac du pèlerinage de Saint-Jacques-de-Compostelle
- Château Woolsack, ancien pavillon de chasse construit en 1911 à Mimizan sur les bords du lac d’Aureilhan par Hughes Richard Arthur Grosvenor (1879-1953), IIe duc de Westminster
- les bornes de sauveté de Mimizan sont inscrites aux monuments historiques
- Le phare de Contis est le seul phare de 1er ordre du littoral des Landes

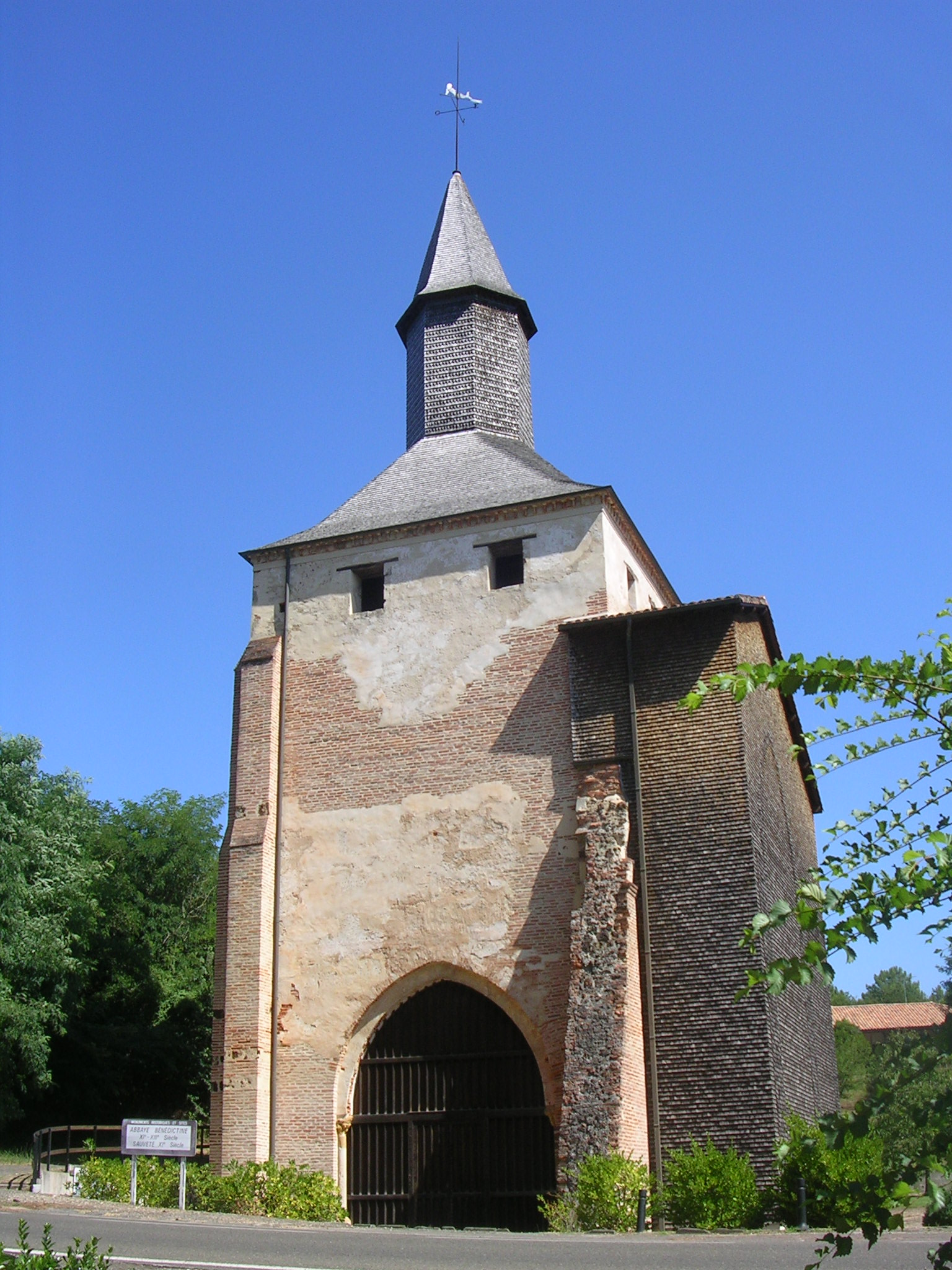
Clocher porche de Mimizan
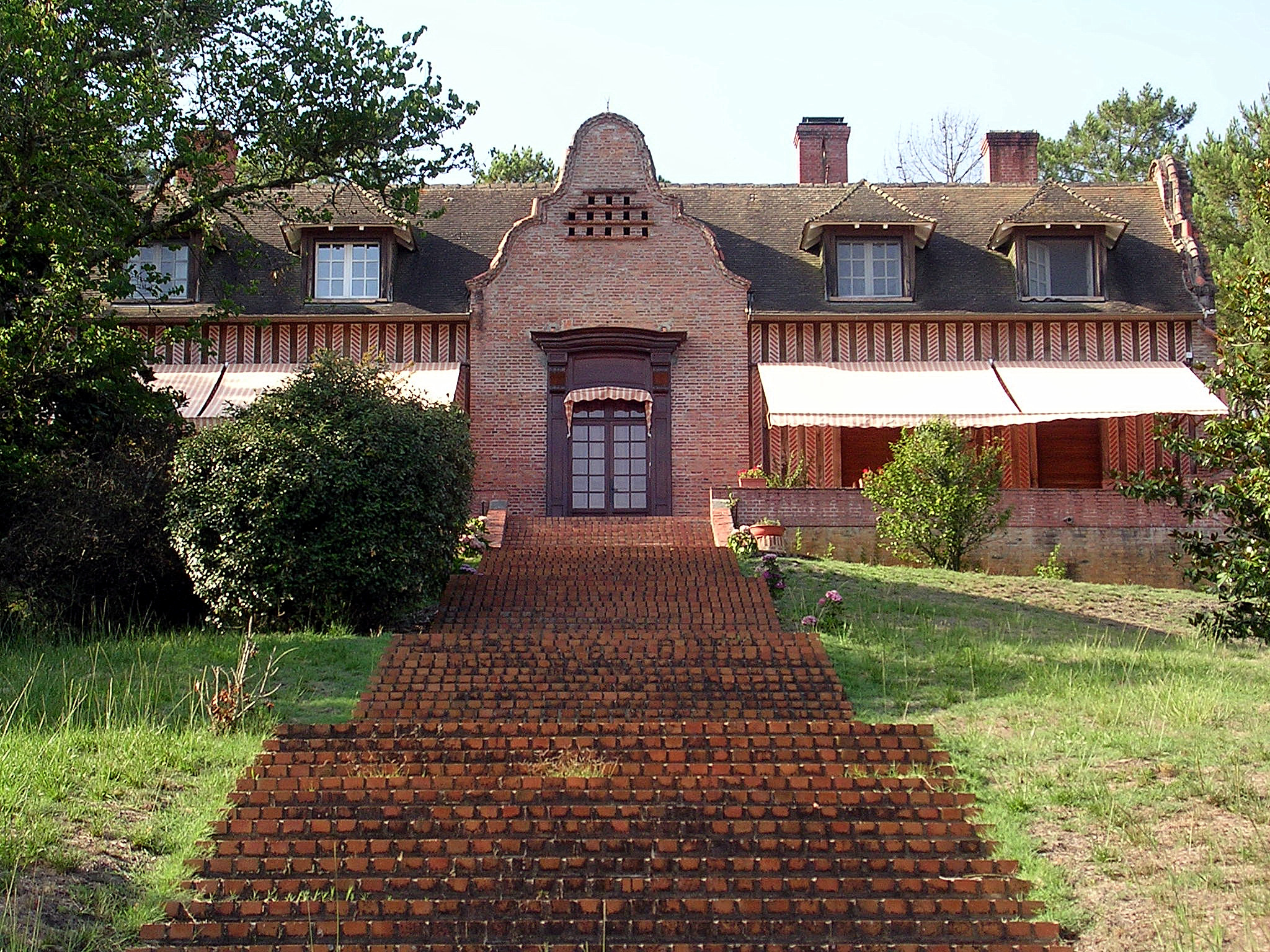
Woolsack
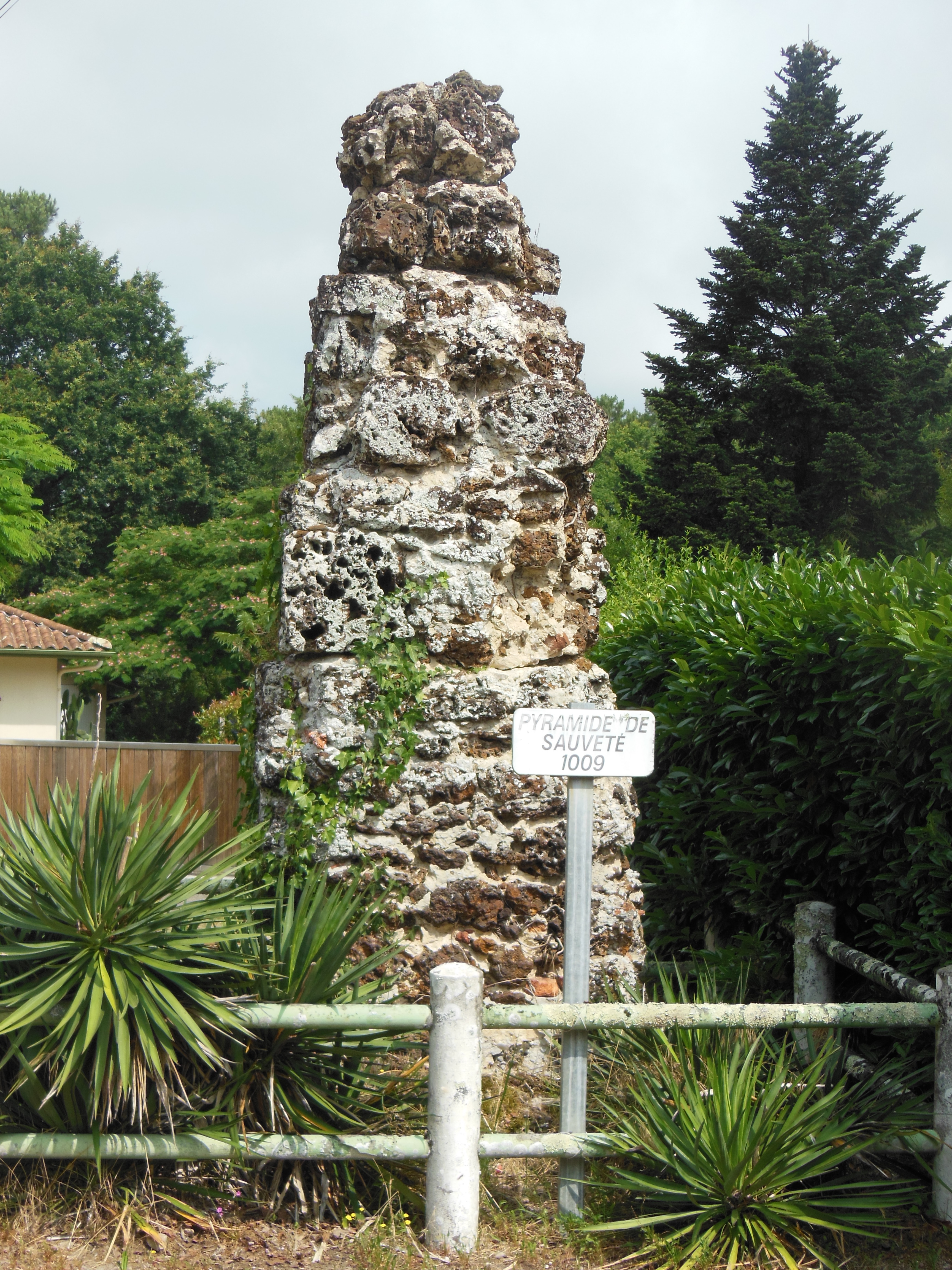
Borne de sauveté
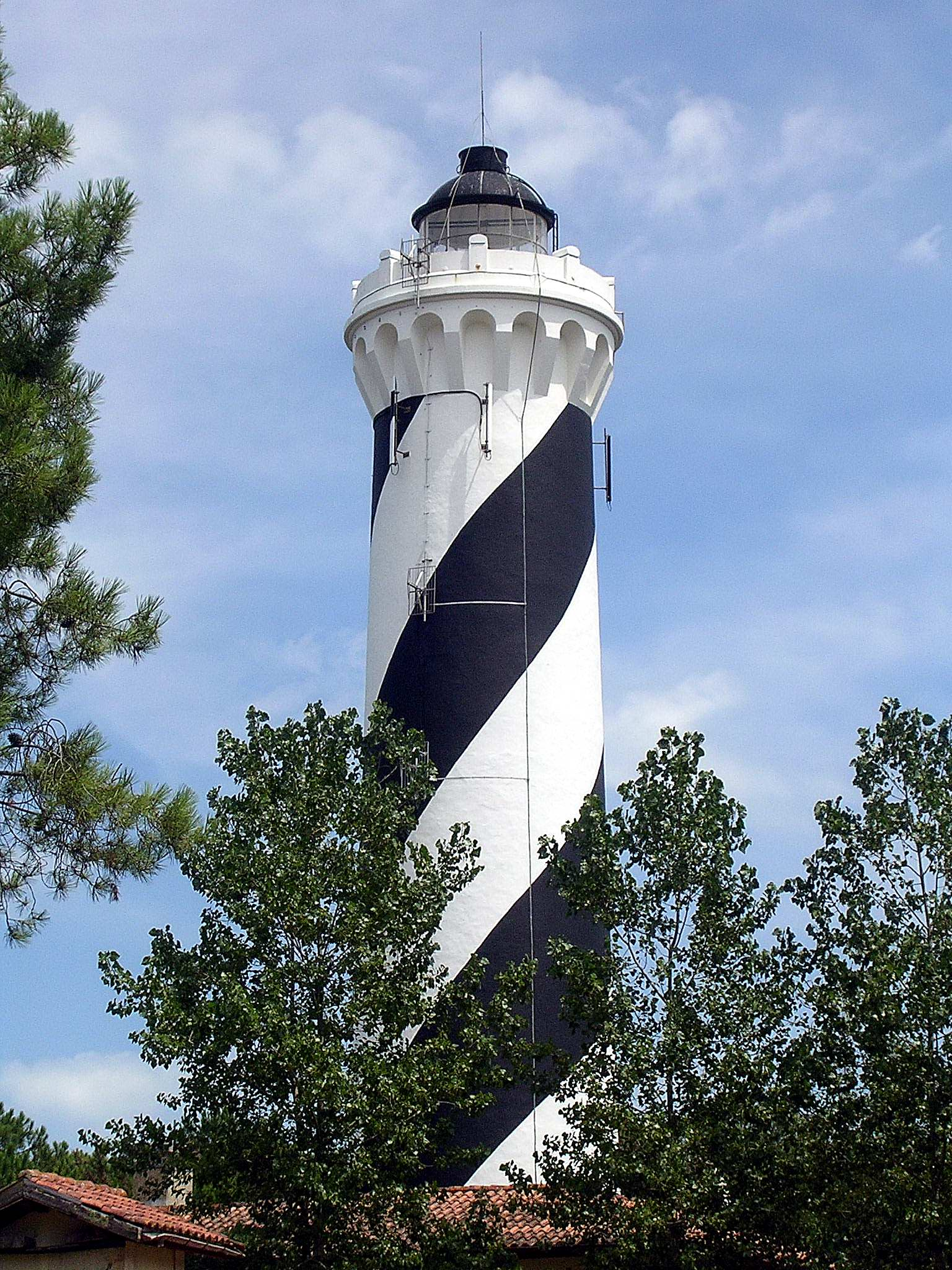
Phare de Contis
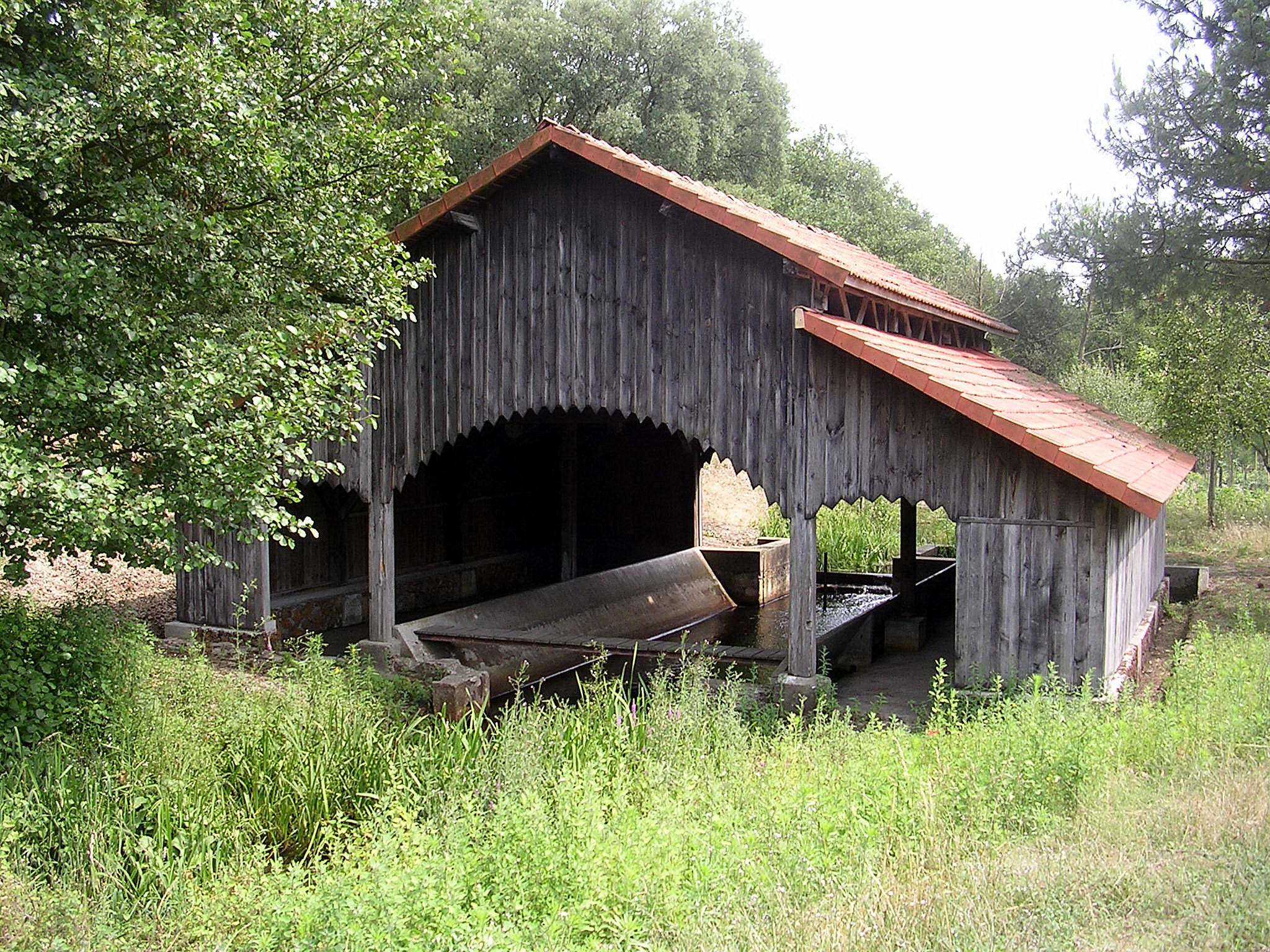
Lavoir gascon